# Pouzy-Mésangy
Pouzy-Mésangy település Franciaországban, Allier megyében. Lakosainak száma 383 fő (2022. január 1.). Pouzy-Mésangy Couleuvre, Franchesse, Limoise, Lurcy-Lévis, Neure, Saint-Plaisir és Le Veurdre községekkel határos.

## Népesség
A település népességének változása:
| Lakosok száma | 644  | 488  | 429  | 420  | 392  | 399  | 402  | 399  | 394  | 383  |
|               | 1968 | 1982 | 1990 | 2006 | 2013 | 2015 | 2017 | 2019 | 2020 | 2022 |